# Maxime Lisbonne
Maxime Lisbonne (Parigi, 24 marzo 1839 – La Ferté-Alais, 25 maggio 1905) è stato un militare e giornalista francese.
Fu una personalità della Comune di Parigi.

## Biografia
Arruolatosi volontario in marina, partecipò alla guerra di Crimea dal 1854 al 1855, e dal 1856 s'ingaggiò ancora volontario in fanteria fino al 1864. Congedatosi, nel 1865 divenne direttore del teatro delle Folies Saint-Antoine, che però fallì nel 1868, e Lisbonne fece l'agente delle assicurazioni.
Durante l'assedio di Parigi del 1870 fu capitano nel 24º battaglione della Guardia nazionale e combatté ad Arcueil e a Buzenval. Eletto il 15 marzo 1871 al Comitato centrale della Guardia, il 3 aprile fu posto a capo della X legione, e il 1º maggio fu nominato tenente colonnello.
Combattendo durante la Settimana di sangue, fu ferito il 26 maggio e, riconosciuto dai versagliesi all'ospedale di Saint-Mandé, fu arrestato. Condannato a morte dalla corte marziale di Versailles, la pena gli fu commutata nei lavori forzati a vita in Nuova Caledonia.
Tornato a Parigi con l'amnistia del 1880, prese la direzione del teatro delle Bouffes du Nord, facendovi rappresentare Nadine, di Louise Michel, e Germinal, di Émile Zola. Lasciato il teatro, nel 1884 lanciò il giornale socialista rivoluzionario L'Ami du Peuple, nel 1885 aprì la Taverna del Bagno penale in boulevard de Clichy, dove i camerieri erano vestiti da galeotti, poi aprì il Casino dei custodi, che fallì nel 1894, e un successivo cabaret, aperto nel 1897 con l'insegna di Ministero delle Imposte dirette, dovette chiudere a sua volta.
Senza più un soldo, gli amici lo aiutarono ad aprire una tabaccheria a La Ferté-Alais, dove visse con la famiglia fino alla morte.